# ЛіАЗ 52802
ЛіАЗ 52802 — 12-метровий повністю низькопідлоговий тролейбус, що випускається на Лікінському автобусному заводі з 2007 року. Проект побудови тролейбусів у ЛіАЗа визрівав ще з початку 1990-х років, однак перший тролейбус був збудований лише на початку 2007 року. ЛіАЗ 52803 поки що випускаються у невеликих кількостях, такі тролейбуси працюють у містах Росії.
Окрім ЛіАЗ 52802, Лікінський автобусний завод випускає ще дві моделі тролейбусів: ЛіАЗ 5280, високопідлоговий, на базі ЛіАЗ 5256 з реостатно-контакторною системою управління та двигуном Динамо ДК-213, і ЛіАЗ 52803 (на базі ЛіАЗ 5293), наполовину низькопідлоговий (наполовину — тут мається на увазі те, що сходинки до салону наявні лише у задніх дверях, задня частина салону має високий рівень підлоги, передня — низький); він обладнується системою управління IGBT або РКСК.

## Описання моделі
Тролейбус ЛіАЗ 52802 побудований на базі цілком низькопідлогового автобуса російського виробництва ЛіАЗ 5292 і використовує дуже багато уніфікованих деталей з цього автобуса. Тролейбус призначений для міських перевезень з великим пасажиропотоком, перевагою цього тролейбуса є низький рівень підлоги. Сам по собі, цей тролейбус є досить крупним, довжина автобуса становить 12.4 метри, у висоту цей тролейбус навіть на 20 сантиметрів вищий, аніж його автобусний аналог. Кузов тролейбуса одноланковий, вагонного компонування, зовнішня обшивка тролейбуса — тривка оцинкована сталь, той же самий матеріал, що використовується на автобусах ЛіАЗ 5292, взагалі, завдяки використанню багатьох уніфікованих з автобусом деталей, деякі запчастини можуть використовуватися як на автобусі, так відповідно і на тролейбусі; обшивка покрита антикорозійним покриттям, у тролейбуса досить високий ресурс кузова та основних агрегатів (дана модель — не менше ніж 12 років роботи).
Передок тролейбуса майже повністю уніфікований з автобусом ЛіАЗ 5292. Лобове скло, як у всіх нинішніх випусках сучасних ЛіАЗів є розділеним, хоча деякі випуски ЛіАЗ 52802 збиралися з суцільним лобовим склом, вітрове вікно гнуте, загнуте з боків і безколірне. На даному тролейбусі застосовано лобове скло «триплекс», тобто безскалкове лобове скло (здатне утримувати осколки), скло яке з двох боків обклєюється пластиком, і завдяки цьому при сильному ударі розбите скло не вилітає, а осколки залишаються у масі до заміни склопакету, таким чином не розлітається і не може нікого травмувати; склоочисники тролейбуса — паралелограмного типу; можливе встановлення склоомивачів. Світлотехніка на передку тролейбуса представлена двома комплектами подвійних округлих фар а також двох протитуманних на бампері, ідентичних до тих, що встановлено на ЛіАЗ 5292 і ЛіАЗ 6213. Фари мають високу потужність та лінзове скління, завдяки чому значно збільшується далекоглядність фар. Протитуманні фари вміщені у бампер, вони теж оснащуються лінзовим склінням. Бампер тролейбуса зварний, чіткоокреслений, однак за габарити не виступає . Емблема Лікінського автобусного заводу з красиво виписаними літерами ЛиАЗ розміщена посередині передка. Над лобовим склом розміщений передній рейсовказівник тролейбуса (маршрутовказівник), як у сучасного тролейбуса, у ЛіАЗ 52802 це сучасне електронне табло. Однак, дисплей табло не є суцільним, як, наприклад у Белкоммунмаш 4200 або Solaris Trollino 12, кожен символ, літера та цифра мають бути розміщені у окремій клітинці, цифри маршруту мають, природно, більші клітинки; у переднього рейсовказівника два ряди з клітинками. Це був передній маршрутовказівник, також рейсовказівники розміщуються з правого боку, є і один задній (показує лише номер рейсу). Бокові дзеркала зовнішнього виду тролейбуса сферичні, закріплені на боках так, що звішуються у стилі «rabbit ear style mirror», «вуха кролика», вуха зайця.
Моторний відсік тролейбуса знаходиться на задньому звисі, попри те, що тролейбус є низькопідлоговим, рівень його підлоги підвищується ззаду, а двигун розміщений на задньому звисі «під підлогою». Тролейбус комплектується двигунами російського виробництва Динамо ДК-213 (ЕК-213, ЕДК-213), потужністю 115 кіловат, а також асинхронними ТАД-280L4, ТАД-3 (потужністю 180 кіловат), асинхронні ТАД використовуються і на інших російських тролейбусах, наприклад ВМЗ-62151, ВМЗ-6215 (обидва тролі виробництва Транс-Альфа). Тролейбус оснащений IGBT-транзисторною системою управління, яка дозволяє економити витрачену електроенергію усередньому на 30%, це дозволяє плавний розгін та гальмування, зменшено шум, який робить тролейбус при русі, у тролейбуса пневматичні гальма. Використання IGBT у цього тролейбуса надає йому значну перевагу порівняно з тролейбусами з РКСК, наприклад той же ЛіАЗ 5280, багато енергії реостатно-контакторної системи управління йде на нагрівання пускогальмівних реостатів. Тролейбус, як його автобусний аналог комплектується мостами угорського виробництва Raba, тролейбус є двовісним, шини тролейбуса можуть бути як дисковими, так і радіальними, на тролейбусі можуть застосовуватися шини «Matador»; тяговий міст — задній. На відміну від автобуса, у тролейбуса наявне заднє скло, яке у автобуса ЛіАЗ 5292 просто заварене. Цікавий факт, що заднього скла немає (воно заварене, як і у ЛіАЗ 6213) і у єдиному випущеному екземплярі МТрЗ-6232, який був перероблений з ЛіАЗ 6213. Гальмівна система тролейбуса:
- робоче гальмо (для регулювання швидкості руху та зупинки транспортного засобу, включається у дію натиском педалі гальма, сповільнення відбувається залежно від сили натиску) — пневматичне гальмо, з окремим контуром на кожну вісь (двоконтурна гальмівна система);
- резервне гальмо — стоянкове гальмо;
- стоянкове гальмо — ручний важіль, який слугує для фіксації транспортного засобу у нерухомому положенні під час зупинки — ручний важіль, діє на задні колеса (Knorr Bremse).
- ABS — також тролейбус комплектується антиблокувальною системою ABS.

Тролейбус ЛіАЗ 52802 вважається низькопідлоговим, рівень його підлоги (близько 35 сантиметрів до дорожнього покриття) у передній частині салону трохи підвищується, а при задньому вході наявна одна невелика сходинка. До салону тролейбуса ведуть три двостулкові двері поворотно-зсувного типу, хоча на деяких з ЛіАЗ 5292 присутні двері притискного типу, такі двері можна побачити у ЛіАЗ 52803. Салон є значно осучаснений порівняно з ЛіАЗ 5280 та комплектується сучасними матеріалами. Настил підлоги салону — з цільнотягнутого лінолеумного листа, також у нього можуть бути блискітки. Поручні тролейбуса товстого типу, вони покриті полімерною фарбою для запобіганню корозії. І горизонтальні, і вертикальні поручні достатньо зручно розміщені у салоні; вертикальні поручні розміщені майже біля кожного ряду сидінь, також вони наявні на збірних майданчиках; горизонтальні розміщені зверху та простягаються уздовж усього салону, і проходять на дверних отворах, також вони можуть бути оснащені пластиковими ручками для забезпечення більшого комфорту. Сидіння у салоні тролейбуса напівм'які, роздільного типу, спинки сидінь — пластикові, м'яка частина з синтетичних матеріалів. Характерною проблемою для багатьох, навіть сучасних ЛіАЗів стала низька відстань між рядами крісел, у даному тролейбусі відстань між рядами сидінь вже нормальна. Деякі з сидінь розміщені на невеликих помостах (на колісних арках, наприклад), у цього тролейбуса немає заднього ряду з 5 сидінь. У салоні тролейбуса міститься 23—25 сидінь, залежно від комплектації; у його автобусного аналога було лише 20 сидінь; на загальну місткість це особливо не вплинуло — тролейбус при повному завантаженні може перевозити до 115 людей.
Оскільки даний тролейбус є сучасним та низькопідлоговим, він може перевозити пасажирів-інвалідів у візках (на збірному майданчику можна побачити іконку з позначкою про місце для інвалідного візка, якщо така там клеїться); і він має усе, що для цього необхідно. Навпроти середніх дверей розташована досить крупна збірний майданчик, на якій можна розмістити навіть два інвалідні візки; також тролейбус обладнується висувним пандусом-рампою, що розкладається і складається вручну, він розміщений прямо навпроти середніх дверей. На збірному майданчику наявне одне спеціальне розкладне крісло, спеціально для пасажирів-інвалідів; також там є спеціальний ремінь для утримання візка.
Тролейбус має високий комфорт перевезення пасажирів, вентиляція у салоні представлена обдувними люками та кватирками на бокових вікнах, окрім цього, на тролейбус може встановлюватися кондиціонер. Тролейбус оснащується тонованими склопакетами (тонованими є бокові вікна). Також перевагою тролейбуса є висока стеля у салоні, низька стеля б причиняла незручності людям високого зросту.
Кабіна водія тролейбуса відокремлена від салону суцільною перегородкою, також під вихід/вхід водія з/до кабіни прилаштована передня стулка передніх дверей, що відкривається автономно; також для входу/виходу водія до або з салону є спеціальні двері у перегородці. Дизайн місця водія є значно покращений порівняно з ЛіАЗ 5280. Приладова панель тролейбуса у багатьох елементах нагадує приладову панель ЛіАЗ 5292, вона є у вигляді напівкруглу та зроблена з пластмаси, оскільки з лівого боку двері входу-виходу для водія немає, там розміщена додаткова панель з приладами. Більшість клавіш, потрібних при керуванні розташовуються з боків приладової панелі. Один суттєвий елемент, який відрізняється у тролейбуса від автобусного аналога — стрілкові прилади тепер не присутні тут, усі вони «загнані» у сучасне рідкокристалічне табло контролю, у якого усі прилади електронні, такі табло замість показникових приладів часто наявні у тролейбусів з електронними системами управління, наприклад вона також є у ЛіАЗ 52803 з IGBT, у МТрЗ-6232. Водійське крісло комфортне, з підголівником, спинка крісла регулюється у залежності від фізичних параметрів водія. Кермова система тролейбуса від чеської фірми «Csepel», з гідропідсилювачем, на кермі можна побачити трипроменеву зірку фірми «Mercedes-Benz». Проблему кількох підрульових важелів з різними функціями було вирішено шляхом об'єднання їх у мультиджойстик, який розміщений зліва. Керування тролейбусом відбувається за допомогою двох керівних педалей (акселератор і гальмо), які розміщені по боках від кермової колонки, тобто прилаштовані для керування двома ногами.

## Характеристика моделі
Тролейбус ЛіАЗ 52802 має декілька переваг:
- уніфікація та максимальне використання деталей від автобуса ЛіАЗ 5292;
- застосування IGBT-транзисторної системи управління, завдяки якої можна зекономити витрати електроенергії у середньому на 30 відсотків;
- можливість застосування суцільного лобового скла;
- застосування безскалкового лобового скла, що з двох боків обклеєне шаром пластику і при ударі скло не розсипається, а тримається у масі;
- можливість встановлення склоомивачів;
- наявність антиблокувальної системи ABS;
- плавний розгін та гальмування;
- електронні рейсовказівники;
- зменшено шум, що створює тролейбус завдяки шумоізоляції моторного відсіку та салону;
- можливість застосування шин «Matador»;
- низький рівень підлоги у передній і середній частині салону;
- можливість перевезення 2 інвалідів у візках, велика збірний майданчик;
- можливість встановлення відкидного пандусу для в'їзду пасажирів у інвалідних візках;
- тоновані склопакети (бокові вікна);
- висока стеля салону, зручна для користування людям будь-якого зросту;
- можливість встановлення кондиціонеру;
- занесення показникових приладів у одне сучасне рідкокристалічне табло.

## Цікаві факти

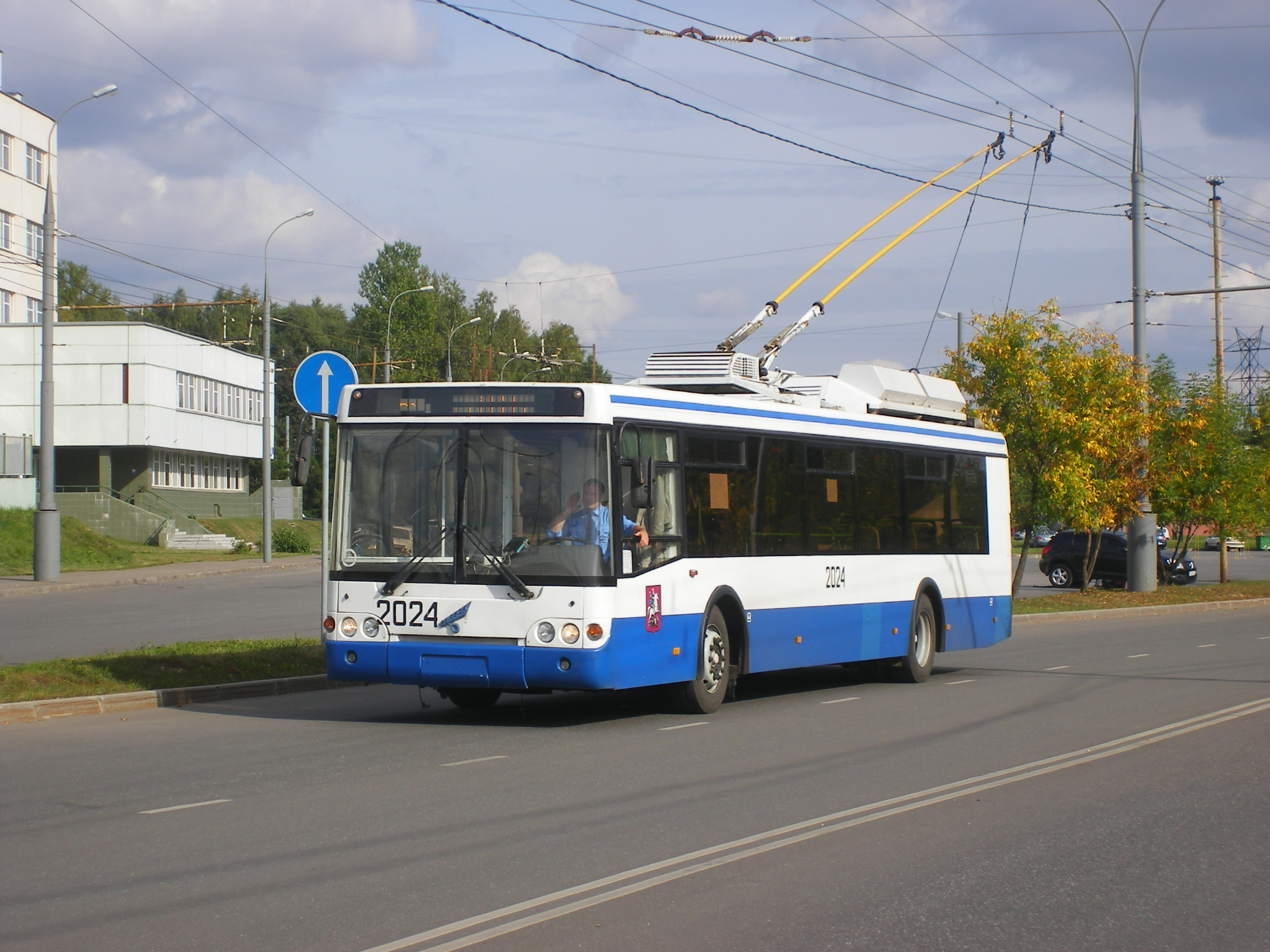
Тролейбус МТрЗ-5279.1, що майже у точності виглядає як ЛіАЗ 52802.‎

- Автобус ЛіАЗ 5292 (на базі якого зроблено дану модель тролейбуса) має і свою «довгу», 18-метрову версію — ЛіАЗ 6213. Тролейбус на базі ЛіАЗ 6213 також вже побудований, однак лише у одному екземплярі. Тролейбус відомий під назвою МТрЗ 6232 (збудований наприкінці 2007) також оснащений електронною системою управління IGBT, проте поки що його серійний випуск не відбувається. Нині їздить у Москві.
- Московський тролейбусноремонтний завод випускає тролейбус моделі МТрЗ-5279.1 (відомий також під прізвиськом «СадКо»), який майже у точності виглядає як ЛіАЗ 52802, він теж збирається на базі ЛіАЗ 5292.

## Технічні характеристики
| ЛіАЗ 5280                                                 | ЛіАЗ 5280                                                                                      |
| --------------------------------------------------------- | ---------------------------------------------------------------------------------------------- |
| Загальні дані                                             |                                                                                                |
| Модель                                                    | ЛіАЗ 52802                                                                                     |
| Клас                                                      | міський тролейбус                                                                              |
| Виробник                                                  | Лікінський автобусний завод                                                                    |
| Випускається з, рік                                       | 2005 (проект); 2007 (виробництво)                                                              |
| Прізвисько                                                | немає                                                                                          |
| Категорія транспортного засобу                            | M3                                                                                             |
| Подібні моделі                                            | ЛіАЗ 5292, ЛіАЗ 5280, ЛіАЗ 52803, МТрЗ-6232                                                    |
| Кузов                                                     |                                                                                                |
| Кузов (загальне описання)                                 | несний, цільнометалевий, зварний, вагонного компонування                                       |
| Обшивка кузова                                            | оцинкована сталь                                                                               |
| Ресурс кузова, не менше ніж, роки                         | 12                                                                                             |
| Габаритні розміри                                         |                                                                                                |
| Довжина, мм                                               | 12400                                                                                          |
| Ширина, мм                                                | 2500                                                                                           |
| Висота, мм                                                | 3270                                                                                           |
| Колісна база, мм                                          | 5900                                                                                           |
| Колія передніх коліс, мм                                  | 2101                                                                                           |
| Колія задніх коліс, мм                                    | 1826                                                                                           |
| Маси і навантаження                                       |                                                                                                |
| Споряджена маса, кг                                       | 10440                                                                                          |
| Максимальна технічна маса, кг                             | 18000                                                                                          |
| Максимальне технічне навантаження на передню вісь, кг     | 6500                                                                                           |
| Максимальне технічне навантаження на задню вісь, кг       | 11500                                                                                          |
| Елементи ззовні                                           |                                                                                                |
| Світлотехніка (передок)                                   | 6 фар, 4+2 протитуманні з лінзовим склінням                                                    |
| Бампер (передній)                                         | заварний, нечіткоокреслений                                                                    |
| Маршрутовказівники                                        | електронні табло показу маршруту над лобовим склом                                             |
| Лобове скло                                               | розділене/суцільне, безскалкове                                                                |
| Склоочисники                                              | паралелограмного типу, можливий склоомивач                                                     |
| Розташування мотовідсіка двигуна                          | задній звис за задньою панеллю                                                                 |
| Колеса                                                    | 4×2 (кріплення дискове і радіальне)                                                            |
| Осі, штук                                                 | 2 (4×2)                                                                                        |
| Ходова частина і гальмівні системи                        |                                                                                                |
| Тяговий міст                                              | задній                                                                                         |
| Тяговий міст, модель                                      | Raba А-TPR19-97-VT                                                                             |
| Робоче гальмо                                             | пневматичне, двоконтурне (розділ на контури по осях)                                           |
| Стоянкове гальмо                                          | гальмівні механізми тягового моста з пневмоприводом від гальмівних камер з енергоакумуляторами |
| Додаткове гальмо                                          | стоянкове гальмо                                                                               |
| ABS                                                       |                                                                                                |
| Салон                                                     |                                                                                                |
| Кількість дверей і тип                                    | 3 двостулкові                                                                                  |
| Настил підлоги                                            | лінолеум                                                                                       |
| Пандус для в'їзду інвалідних візків                       | наявний навпроти середніх дверей                                                               |
| Поручні                                                   | товстого типу, з антикорозійною обробкою + пластикові ручки                                    |
| Кількість пасажирів у візках які зараз може перевезти, шт | 2                                                                                              |
| Відкидні інвалідні сидіння                                | наявне, 1                                                                                      |
| Сидіння                                                   | напівм'які, роздільні, синтетичні, з пластиковими тримачами для стоячих                        |
| Кількість сидінь                                          | 23—25                                                                                          |
| Освітлення у салоні                                       | плафонові світильники на даху                                                                  |
| Вентиляція у салоні                                       | через зсувні кватирки; вентиляція через люки + кондиціонер                                     |
| Бокові вікна                                              | тоновані склопакети                                                                            |
| Пасажиромісткість салону, чол                             | 110                                                                                            |
| Місце водія                                               |                                                                                                |
| Кабіна водія                                              | відокремлена перегородкою від салону                                                           |
| Вентиляція у кабіні                                       | через зсувну кватирку                                                                          |
| Крісло водія                                              | комфортабельне; регулюється в глибину і у висоту                                               |
| Приладова панель                                          | з пластмаси (розташування приладів див. опис)                                                  |
| Показникові прилади                                       | уміщені у рідкокристалічне табло                                                               |
| Кермова система                                           | Csepel А-500.73-3520-00 з гідропідсилювачем                                                    |
| Педалі                                                    | 2 керівні педалі                                                                               |
| Двигун і динамічні характеристики                         |                                                                                                |
| Марка двигуна                                             | Динамо ДК 213 (ЕК-213, ЕДК-213) ТАД-280 L4, ТАД-3                                              |
| Кількість двигунів                                        | 1                                                                                              |
| Потужність, кіловат                                       | 115 (Динамо) 180 (ТАД)                                                                         |
| Максимальна частота обертання, хв×-1                      | 3900                                                                                           |
| Номінальна напруга, Вольт                                 | 600                                                                                            |
| Система керування                                         | IGBT-транзисторна IGBT з асинхронним тяговим приводом                                          |
| Максимальна швидкість, км/год                             | 75 (?) (обмежувач)                                                                             |